# Mirufens brevifuniculata
Mirufens brevifuniculata är en stekelart som beskrevs av Muhammad Sharif Khan och Shafee 1977. Mirufens brevifuniculata ingår i släktet Mirufens och familjen hårstrimsteklar. Inga underarter finns listade i Catalogue of Life.